# Friedrich Weidle
Johann Friedrich Weidle (* 29. November 1808 in Kaltenwesten; † 5. Dezember 1876 in Stuttgart) war eine Person des württembergischen Pietismus. Er war Hauslehrer im Haus von Charlotte Reihlen in Stuttgart. Aus diesem privaten Unterricht ging ein gut besuchtes Töchter-Institut hervor, der Vorläufer des heutigen Evangelischen Mörike-Gymnasiums Stuttgart.

## Leben
Johann Friedrich Weidle wurde am 29. November 1808 in Kaltenwesten als unehelicher Sohn von Ludwig Weidle aus Plieningen, damals Kutscher in Heilbronn, und Johanna Elisabetha Franck geboren. Er absolvierte bereits mit 17 Jahren die erste Dienstprüfung für Volksschulen und war dann Lehrer in Fellbach und Winnenden. Anschließend besuchte er zur Vorbereitung auf die Reallehrerprüfung die Gewerbeschule in Stuttgart. Mittellos und kränklich kam er 1836 auf ein Hauslehrergesuch in das Haus von Charlotte Reihlen, einer zu Beginn der 1830er Jahre erweckten Unternehmergattin mit vier Kindern. Ihr Gatte Friedrich war vermögender Teilhaber eines Handelshauses. Weidle gab Hausunterricht zunächst im Reihlen'schen Besuchszimmer, dessen einstigen Schmuck man zu diesem Zweck entfernte. Er erarbeitete sich eine angesehene Stellung bei der Familie und vertrat in religiösen Dingen pietistische Ansichten Hahn’scher Prägung. Bald sandten auch andere Familien ihre Töchter zum Unterricht ins Haus Reihlen. Zum Ende des Jahres waren es bereits 20 Mädchen, die ihre religiöse Erziehung und allgemeine geistige Ausbildung durch Weidle erfuhren.
Die Suche nach größeren Räumlichkeiten brachte Charlotte Reihlen auf die Idee, eine konfessionelle Schule für Mädchen zu gründen. Der Unterricht fand zunächst weiter im Reihlenschen Haus statt, Charlotte Reihlen gab Gesangs- und Handarbeitsunterricht. Die späteren Lehrer für das Weidle’sche Töchterinstitut kamen zumeist auf Empfehlung des Dagersheimer Schulmeisters Immanuel Gottlieb Kolb, der ebenfalls dem Pietismus zugewandt war. Man bezog eigene Räumlichkeiten im Eberbachschen Haus in der Marienstraße, dann ließ Friedrich Reihlen ein neues Haus in der Eberhardstraße 1 erbauen, dessen Obergeschoss Weidle mit 49 Schülern zu Ostern 1841 bezog. 1845 heiratete Weidle Charlotte Holder.
Das Weidle'sche Töchterinstitut wandelte sich durch die rasch zunehmende Schüler- und Lehrerzahl bald zur vollwertigen Schule. Dem Aufsichtsrat gehörten Stadtpfarrer Wilhelm Hofacker und Prälat Sixt Karl Kapff an. Im Jahr 1856 war die Schule bereits so erfolgreich, dass Weidle ein eigenes Schulgebäude in der Tübinger Straße errichten konnten, das von rund 500 Schülerinnen besucht wurde.
Weidle erlitt 1869 einen Schlaganfall, an dessen Folgen er wenige Jahre später verstarb. Zu seinem Nachfolger berief man den Pfarrer August Schmid und errichtete in der Paulinenstraße das Evangelische Töchterinstitut, aus dem das heutige Evangelische Mörike-Gymnasium entstand.